# 安娜·瓦尼亚·梅洛
安娜·瓦尼亚·梅洛（義大利語：Anna Vania Mello，1979年2月27日—），意大利前女子排球运动员。她曾代表意大利国家队参加2000年夏季奥林匹克运动会排球比赛，结果获得第九名。